# Ernst von Wolzogen
Ernst von Wolzogen (ur. 23 kwietnia 1855 we Wrocławiu, zm. 30 czerwca 1934 w Puppling k. Wolfratshausen) – niemiecki pisarz, dramaturg, kompozytor i twórca kabaretowy; ojciec filmowca i reżysera Hansa von Wolzogena.

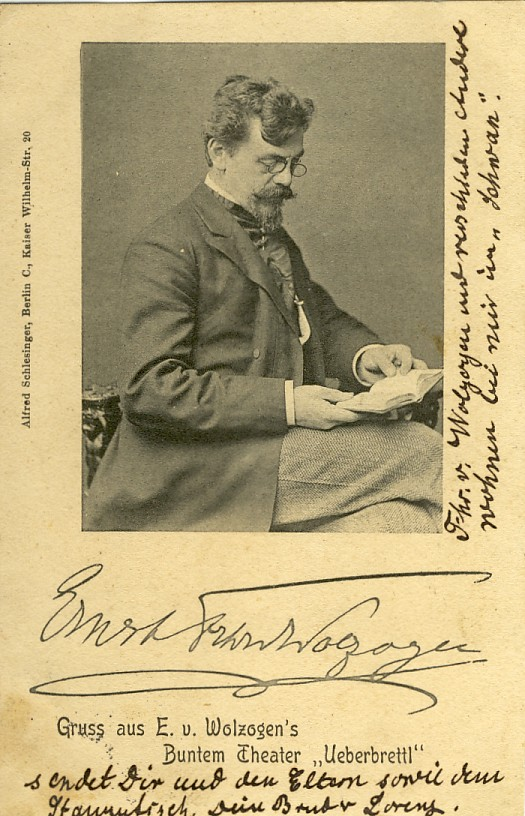
Ernst von Wolzogen

Pochodził ze szlacheckiej austriackiej rodziny. Studiował literaturę, filozofię, historię sztuki w Strasburgu i Lipsku. Pracował dla wielkiego księcia Saksonii-Weimar-Eisenach. W 1882 mieszkał w Berlinie, działając jako literat. Tworzył poezje, powieści, opowiadania, nowele, sztuki teatralne i muzyczne. Napisano o nim: "zręczny i dowcipny nowelista i komediopisarz".
Od 1892 do 1899 przebywał w Monachium, gdzie założył Freie Literarische Gesellschaft (Wolne Towarzystwo Literackie). Popierał ruch sufrażystek. Potem wrócił do Berlina, otwierając pierwszy kabaret w Niemczech o przewrotnej nazwie "Überbrettl", czyli "Nadkabaret" (od nietzcheańskiego terminu "Übermensch"). Zwany był "kabaretowym baronem". Z powodu trudności finansowych musiał zamknąć interes w 1902. W 1905 przeprowadził się do Darmstadt. Po ponownej próbie otworzenia teatru w Berlinie, wyjechał do Bawarii, a później osiedlił się w Puppling koło Wolfratshausen. 
W 1922 napisał autobiografię Wie ich mich ums Leben brachte. Erinnerungen und Erfahrungen.
Opowiadał się przeciwko republice weimarskiej i rewolucji 1918 roku. Wyznawał antysemickie poglądy. W 1932 napisał w "Völkischer Beobachter" odezwę popierającą Hitlera. Zmarł w wieku 79 lat.
W Polsce ukazała się jego powieść z 1899 roku Das dritte Geschlecht w przekładzie Melanii Łaganowskiej (dwa polskie wydania: 1900: Płeć trzecia i 1931: Trzecia płeć).

## Wybrana twórczość
- 1879 Um 13 Uhr in der Christnacht

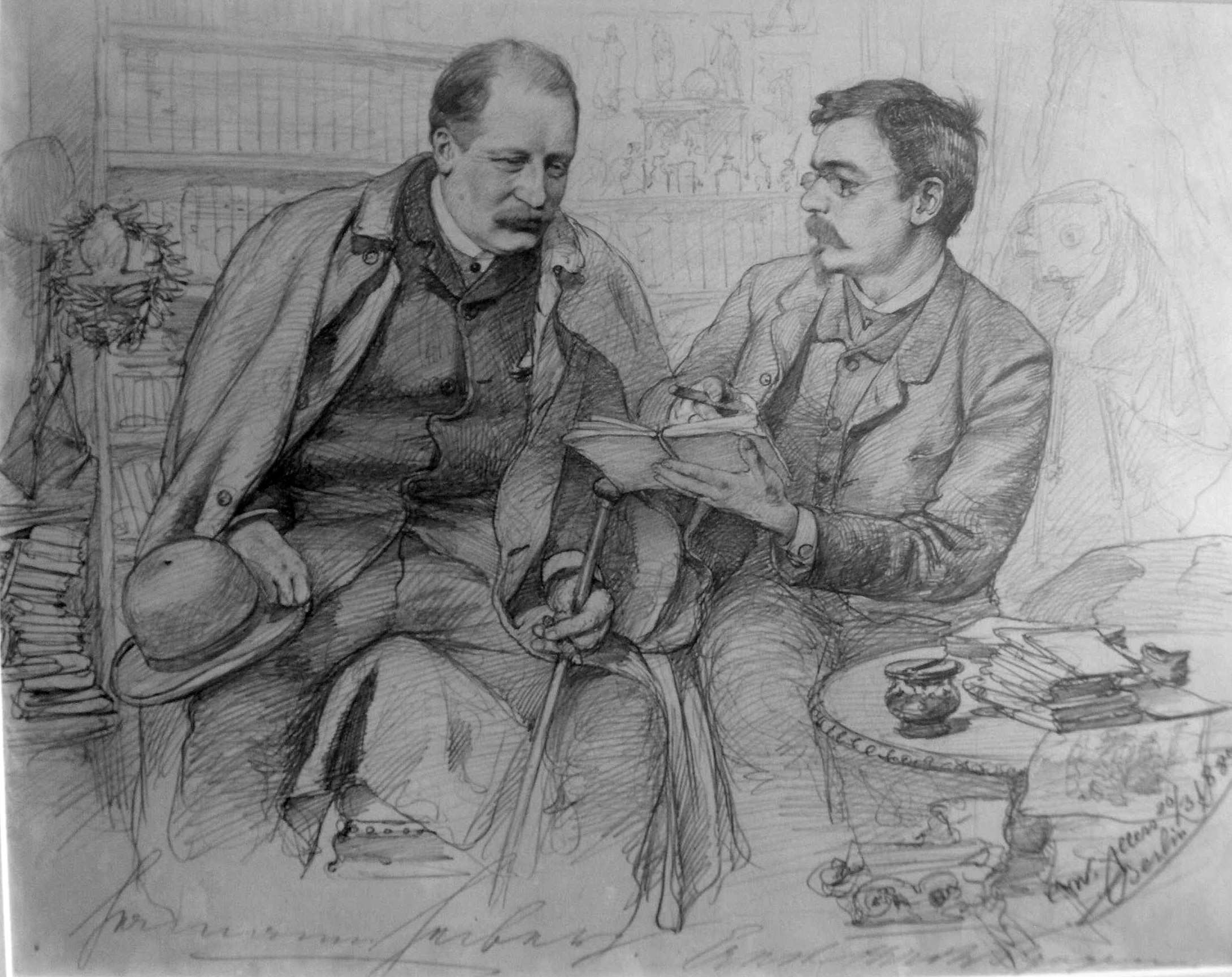
Pisarze Hermann Heiberg i Ernst von Wolzogen w Berlinie

- 1885 Wilkie Collins: Ein Biographisch-Kritischer Versuch –  biografia Wilkiego Collinsa
- 1886 Heiteres und Weiteres – poezja
- 1887 Thüringer – powieść
- 1888 Die Kinder der Excellenz – powieść
- 1890 Die tolle Komteß – powieść
- 1890 Er photographiert – komedia
- 1892 Das Lumpengesindel – tragikomedia
- 1894 Das gute Krokodil und andere Geschichten
- 1897 Der Kraft-Mayr – powieść
- 1897 Die Gloria-Hose – opowiadanie
- 1899 Das dritte Geschlecht – powieść (dwa polskie wydania: 1900: Płeć trzecia i 1931: Trzecia płeć)
- 1901 Feuersnot, libretto do opery Richarda Straussa
- 1905 Verse aus meinem Leben
- 1923 Wie ich mich ums Leben brachte – autobiografia